# Ингленд, Ханна
Ханна Джейн Ингленд (англ. Hannah Jane England) — британская бегунья на средние дистанции. Серебряный призёр чемпионата мира 2011 года в беге на 1500 метров. Двукратный победитель национальной студенческой ассоциации на дистанции 1500 метров и в беге на 1 милю.
Дочь профессора Оксфорда геофизика Филипа Ингленда (род. 1951). В 2012 году вышла замуж за британского легкоатлета Люка Ганна.
На Олимпийских играх 2012 года смогла дойти до полуфинала на дистанции 1500 метров.